# Ravenswoud
Ravenswoud (Stellingwerfs: Raevenswoold; Fries: Ravenswâld) is een dorp in de gemeente Ooststellingwerf, in de Nederlandse provincie Friesland. Het ligt ten oosten van Oosterwolde en ten noordoosten van Appelscha. Op 1 januari 2023 telde het dorp 405 inwoners.
De plaats is ontstaan nadat vanaf het einde van de 19e eeuw het Appelscha-Veen werd ontgonnen. Er ontstond een kleine kern van bewoning en deze werd Appelscha Derde Wijk genoemd. In 1939 werd er een wedstrijd uitgeschreven door de gemeente via de krant voor een nieuwe originele naam. Daarop kwamen veel reacties. Uit de inzendingen koos de gemeente voor Ravenswoud, een verwijzing naar het Ravensmeer dat er ooit was gelegen en naar de bosrijke omgeving. 
Officieel werd de plaatsnaam daarna Appelscha-Ravenswoud, het werd dan nog altijd als buurtschap beschouwd. In 1952 verkreeg het de dorpsstatus en verdween Appelscha uit de plaatsnaam.
Het veenontginningsgebied van Ravenswoud werd in 2007 aangewezen als beschermd dorpsgezicht, een van de beschermde stads- en dorpsgezichten in Friesland.
In Ravenswoud staat een uitkijktoren van Natuurmonumenten

## Bekende inwoners
- Anje Lok (1903-1944), onderwijzer en verzetsstrijder